# Cosmos 496

Diagrama de una nave Soyuz 7K-T.

Cosmos 496 fue el nombre dado al primer lanzamiento de prueba no tripulado de una nave Soyuz 7K-T, el 26 de junio de 1972 desde el cosmódromo de Baikonur. En este lanzamiento la nave utilizó paneles solares, que en el resto de modelos Soyuz 7K-T fueron eliminados.
El lanzamiento tuvo lugar correctamente y la nave fue insertada en una órbita con un perigeo de 176 km y un apogeo de 253 km, con una inclinación orbital de 51,5 grados y un período orbital de 88,7 minutos. Tras casi 10 días en órbita la cápsula fue recuperada sin problemas el 6 de julio de 1972.